# Харброво
Харброво (пол. Charbrowo) — село в Польщі, у гміні Вицько Лемборського повіту Поморського воєводства.
Населення — 746 осіб (2011).
У 1975-1998 роках село належало до Слупського воєводства.

## Демографія
Демографічна структура станом на 31 березня 2011 року:
|          | Загалом | Допрацездатний вік | Працездатний вік | Постпрацездатний вік |
| -------- | ------- | ------------------ | ---------------- | -------------------- |
| Чоловіки | 364     | 96                 | 245              | 23                   |
| Жінки    | 382     | 94                 | 240              | 48                   |
| Разом    | 746     | 190                | 485              | 71                   |